# Hebe de Bonafini
Hebe de Bonafini est une militante argentine née le 4 décembre 1928 à Ensenada dans la province de Buenos Aires et morte dans la même ville le 20 novembre 2022,. Elle est présidente des Mères de la place de Mai à partir de 1979.

## Biographie
Hebe María Pastor est née le 4 décembre 1928 à Ensenada dans la banlieue de La Plata. Elle doit arrêter son parcours scolaire avant la fin de l’école primaire. À l'âge de quatorze ans, elle rencontre Humberto Bonafini, qu'elle épouse le 9 novembre 1949.
Le couple a trois enfants : Jorge le 12 décembre 1950, Raúl le 3 juillet 1953 et María Alejandra le 30 août 1965. Jusqu'au coup d'État de 1976, Hebe de Bonafini mène une vie de mère au foyer sans s'impliquer en politique. Pendant la dictature militaire, l'engagement communiste de ses fils en font des cibles pour le régime : Jorge, l'ainé, est enlevé en février 1977 et Raúl, le cadet, en décembre de la même année.
Après la disparition de ses fils, Hebe de Bonafini fait la rencontre d'autres mères à la recherche de leurs enfants qui se réunissent chaque jeudi sur la place de Mai à Buenos Aires. Ce groupe constitue la base des Mères de la place de Mai, dont Hebe de Bonafini est la présidente depuis leur constitution en association en 1979. L'association vise à obtenir la vérité sur les dizaines de milliers de morts et de disparus pendant la dictature.
D'après Marianela Scocco, historienne au Conseil national des recherches scientifiques et techniques (Conicet), « les mères se rassemblent au moment le plus cruel et répressif de la dictature. Hebe de Bonafini est une icône. Son courage, sa force de caractère la mènent à être choisie comme présidente par ses camarades », au moment de la formalisation de l’association, en 1979. « Elle fait de sa douleur une lutte ». Pendant la Coupe du monde de football de 1978, organisée par l’Argentine, elle s’efforce d’attirer l'attention des médias internationaux sur les crimes commis dans le pays.
Lorsque l'Argentine s'enfonce dans une violente crise économique et sociale à la fin des années 1990, elle décide, avec les autres membres de l'association, d'étendre sa lutte au refus des politiques néolibérales et de l’injustice sociale. En 2001, Hebe de Bonafini et d’autres Mères sont molestées par la police à cheval, lors des grandes manifestations de décembre, à Buenos Aires. Elle s'engage au sein du courant péroniste pour soutenir les gouvernements de centre gauche de Nestor Kirchner (2003-2007), puis Cristina Fernandez (2007-2015), artisans de la réouverture des procès de la dictature.
Hebe de Bonafini est une figure controversée en Argentine. Son engagement politique va en effet au delà de la thématique des disparitions durant la dictature. Elle prend fréquemment position sur des sujets d'actualité et a fait l'objet de diverses polémiques. Sur la scène internationale, elle soutient Fidel Castro à Cuba et Hugo Chavez au Venezuela. Elle a été poursuivie pour « outrage » après avoir qualifié d'« ordure » le président conservateur Carlos Menem lorsque celui-ci a offert l'amnistie aux tortionnaires de la dictature en 1991. Surtout, elle déclare au sujet des attentats du 11 septembre 2001 : « J’ai ressenti une grande joie, pas en raison des morts, mais parce que pour une fois le monstre [les États-Unis] a été touché. » Son engagement divise, y compris à gauche : « Il y a beaucoup de rancœur chez Hebe », estimait le Prix Nobel de la paix argentin Adolfo Perez Esquivel, dans un entretien en juillet 2020. « C’est une figure populaire, qui n’a pas reçu de formation politique traditionnelle et parle directement », relativise l'écrivain Ulises Gorini.
À sa mort, le président argentin Alberto Fernandez déclare trois jours de deuil national en évoquant « la combattante infatigable des droits humains ». Plusieurs chefs d’État d'Amérique latine lui ont également rendu hommage. Ses cendres sont dispersées sur la place de Mai, où elle a défilé chaque jeudi pendant quarante-cinq ans.